# Leichtathletik-Weltmeisterschaften 1980/400 m Hürden der Frauen

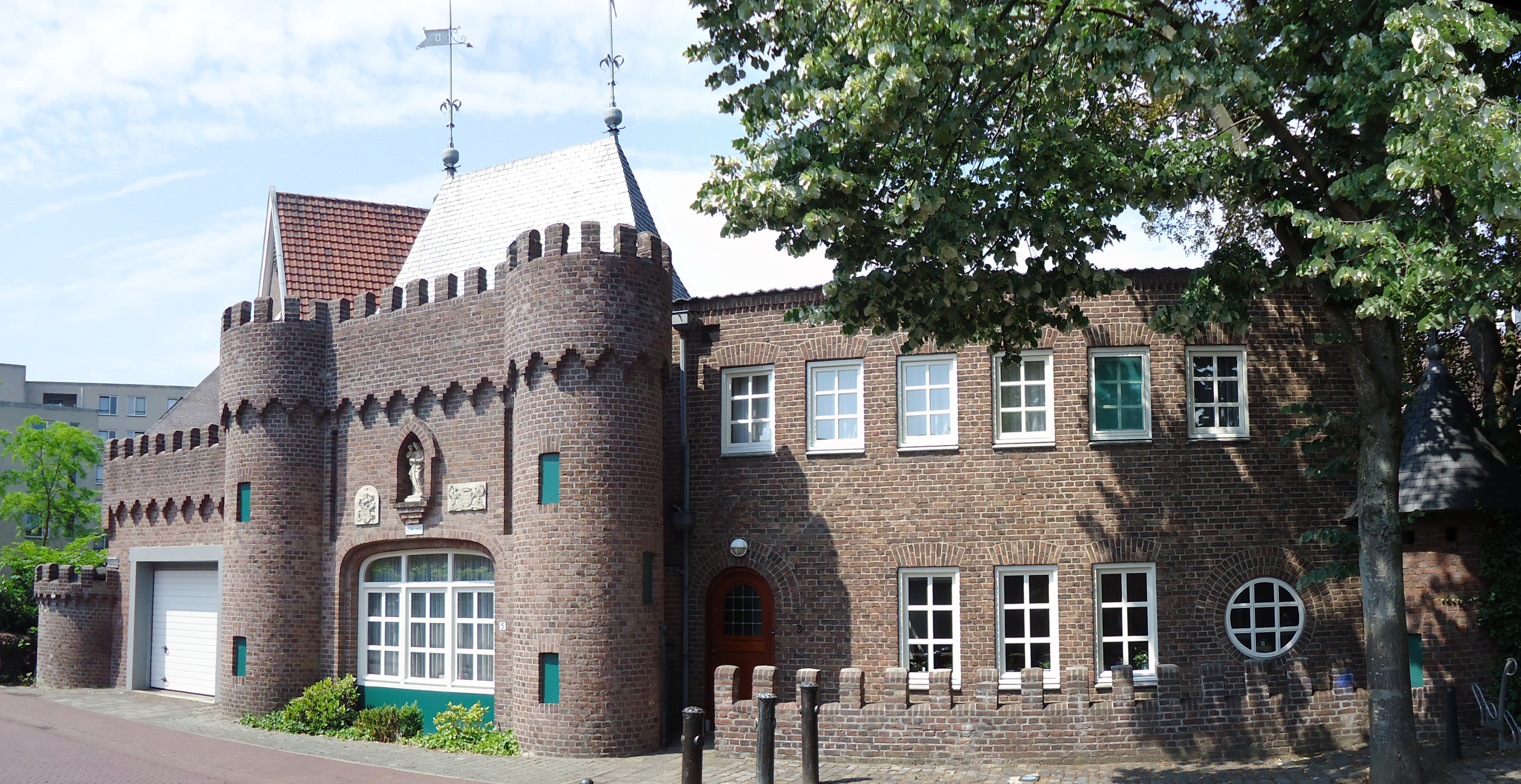
Gebäude in der Parklaan in Sittard

Der 400-Meter-Hürdenlauf der Frauen wurde bei den Leichtathletik-Weltmeisterschaften 1980 vom 14. bis 16. August 1980 im De-Baandert-Stadion der niederländischen Stadt Sittard ausgetragen.
Leider wurde der Weltmeisterschaftslauf über 400 Meter Hürden durch die kurzfristige Absage der starken Läuferinnen aus der Sowjetunion abgewertet. Diese Athletinnen brachten sich um die Möglichkeit, erste Weltmeisterin auf dieser Distanz zu werden oder zumindest vordere Platzierungen zu erreichen.
Die Läuferinnen aus der DDR verzeichneten einen Dreifacherfolg. Weltmeisterin wurde Bärbel Broschat, frühere Bärbel Klepp. Nur eine Hundertstelsekunde dahinter errang Ellen Neumann, spätere Ellen Fiedler, die Silbermedaille. Bronze ging an Petra Pfaff.

## Rekorde
| Weltrekord               | Karin Roßley                                                                | 54,28 s                                                                     | Jena, DDR (heute Deutschland)                                               | 18. Mai 1980                                                                |
| Weltmeisterschaftsrekord | Es gab noch keine WM-Rekorde, die Veranstaltung wurde erstmals ausgetragen. | Es gab noch keine WM-Rekorde, die Veranstaltung wurde erstmals ausgetragen. | Es gab noch keine WM-Rekorde, die Veranstaltung wurde erstmals ausgetragen. | Es gab noch keine WM-Rekorde, die Veranstaltung wurde erstmals ausgetragen. |

Der WM-Rekord wurde nach und nach auf zuletzt 54,55 s gesteigert (Bärbel Broschat, DDR, im Finale am 16. August 1980).

## Vorrunde
14. August 1980
Die Vorrunde wurde in vier Läufen durchgeführt. Die ersten drei Athletinnen pro Lauf – hellblau unterlegt – sowie die darüber hinaus vier zeitschnellsten Läuferinnen – hellgrün unterlegt – qualifizierten sich für das Halbfinale.

### Vorlauf 1
| Platz | Name             | Nation            | Zeit        |
| ----- | ---------------- | ----------------- | ----------- |
| 1     | Esther Mahr      | USA               | 057,51 s CR |
| 2     | Hilde Fredriksen | Norwegen          | 057,72 s    |
| 3     | Monserrat Pujol  | Spanien           | 058,54 s    |
| 4     | Olga Commandeur  | Niederlande       | 058,87 s    |
| 5     | Lai Lih-Jian     | Chinesisch Taipeh | 1:01,1 min  |
| DSQ   | Kirsi Ulvinen    | Schweden          |             |

### Vorlauf 2
| Platz | Name                | Nation         | Zeit        |
| ----- | ------------------- | -------------- | ----------- |
| 1     | Petra Pfaff         | DDR            | 57,82 s     |
| 2     | Lynette Foreman     | Australien     | 58,07 s     |
| 3     | Susan Dalgoutté     | Großbritannien | 59,63 s     |
| 4     | Esther Kaufmann     | Schweiz        | 59,74 s     |
| 5     | Simone Büngener     | BR Deutschland | 59,98 s     |
| 6     | Dominique Le Disset | Frankreich     | 1:01,22 min |

### Vorlauf 3
| Platz | Name             | Nation     | Zeit        |
| ----- | ---------------- | ---------- | ----------- |
| 1     | Bärbel Broschat  | DDR        | 056,13 s CR |
| 2     | Mary Appleby     | Irland     | 058,54 s    |
| 3     | Rosa Colorado    | Spanien    | 058,79 s    |
| 4     | Francine Gendron | Kanada     | 1:00,40 min |
| 5     | Debra Melrose    | USA        | 1:00,46 min |
| 6     | Ruth Dubos       | Frankreich | 1:01,12 min |

### Vorlauf 4
| Platz | Name             | Nation         | Zeit        |
| ----- | ---------------- | -------------- | ----------- |
| 1     | Ellen Neumann    | DDR            | 56,35 s     |
| 2     | Christine Warden | Großbritannien | 57,84 s     |
| 3     | Helle Sichlau    | Dänemark       | 58,99 s     |
| 4     | Kim Whitehead    | USA            | 1:01,33 min |
| 5     | Andrea Wachter   | Kanada         | 1:02,28 min |
| 6     | Célestine N’Drin | Elfenbeinküste | 1:04,91 min |

## Halbfinale
15. August 1980, 17:35 Uhr
Aus den beiden Halbfinalläufen qualifizierten sich die jeweils ersten vier Athletinnen – hellblau unterlegt – für das Finale.

### Halbfinallauf 1
| Platz | Name             | Nation         | Zeit        |
| ----- | ---------------- | -------------- | ----------- |
| 1     | Bärbel Broschat  | DDR            | 055,89 s CR |
| 2     | Petra Pfaff      | DDR            | 056,78 s    |
| 3     | Mary Appleby     | Irland         | 057,06 s    |
| 4     | Hilde Fredriksen | Norwegen       | 057,44 s    |
| 5     | Monserrat Pujol  | Spanien        | 057,74 s    |
| 6     | Helle Sichlau    | Dänemark       | 058,44 s    |
| 7     | Susan Dalgoutté  | Großbritannien | 059,85 s    |
| 8     | Francine Gendron | Kanada         | 1:00,14 min |

### Halbfinallauf 2
| Platz | Name             | Nation         | Zeit        |
| ----- | ---------------- | -------------- | ----------- |
| 1     | Ellen Neumann    | DDR            | 55,89 s CRe |
| 2     | Esther Mahr      | USA            | 56,16 s     |
| 3     | Christine Warden | Großbritannien | 57,26 s     |
| 4     | Lynette Foreman  | Australien     | 57,46 s     |
| 5     | Rosa Colorado    | Spanien        | 57,47 s     |
| 6     | Olga Commandeur  | Niederlande    | 57,93 s     |
| 7     | Simone Büngener  | BR Deutschland | 59,11 s     |
| 8     | Esther Kaufmann  | Schweiz        | 59,55 s     |

## B-Finale

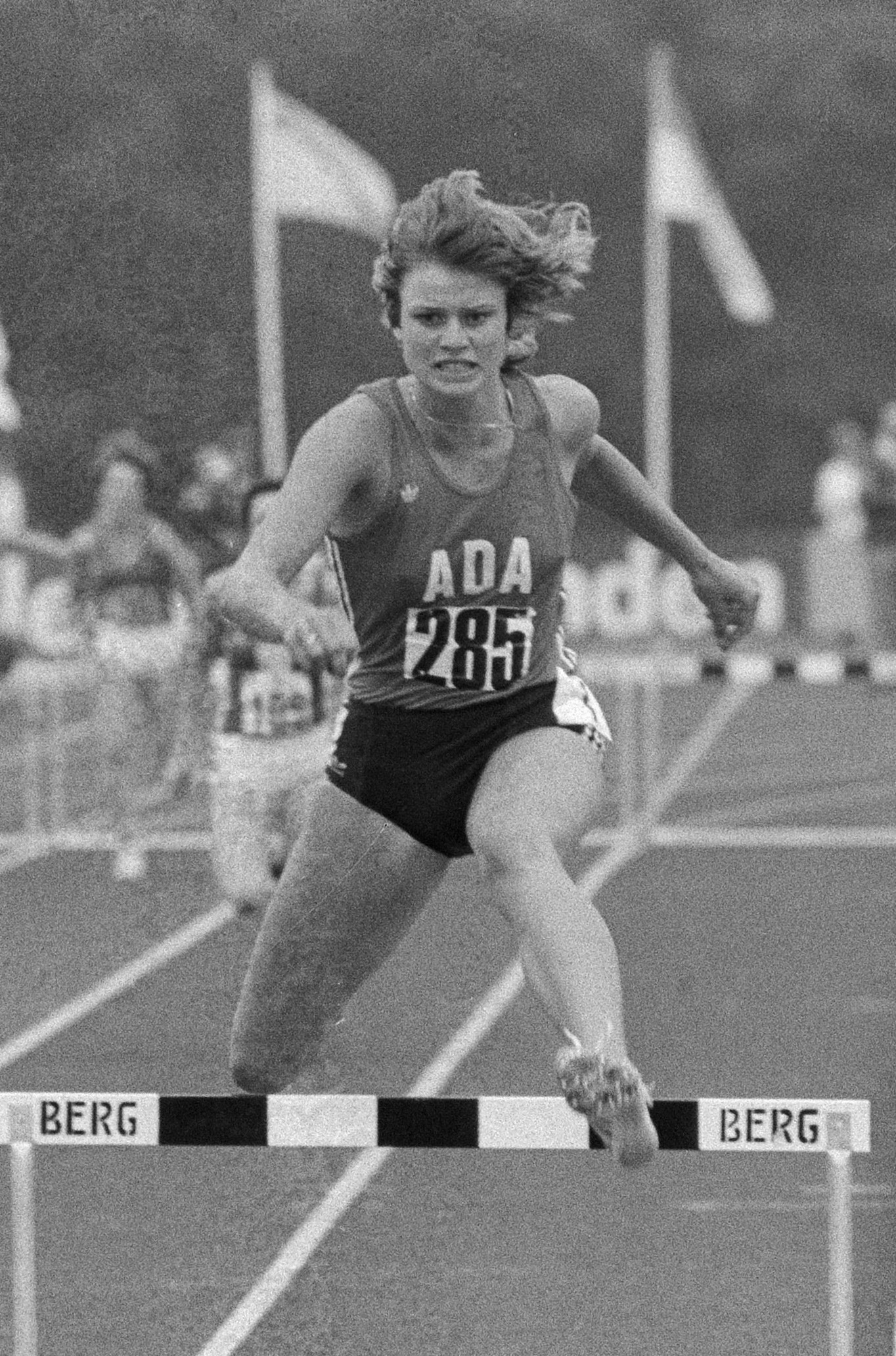
Olga Commandeur hatte sich nicht für das A-Finale qualifiziert und trat im B-Finale nicht an

Die im Halbfinale nicht für das A-Finale qualifizierten Läuferinnen bestritten das B-Finale.
16. August 1980, 17:35 Uhr
| Platz | Name             | Nation         | Zeit (s) |
| ----- | ---------------- | -------------- | -------- |
| 1     | Helle Sichlau    | Dänemark       | 58,03    |
| 2     | Monserrat Pujol  | Spanien        | 58,38    |
| 3     | Simone Büngener  | BR Deutschland | 58,77    |
| 4     | Susan Dalgoutté  | Großbritannien | 59,31    |
| 5     | Esther Kaufmann  | Schweiz        | 59,41    |
| 6     | Francine Gendron | Kanada         | 59,61    |
| DSQ   | Rosa Colorado    | Spanien        |          |
| DNS   | Olga Commandeur  | Niederlande    |          |

## A-Finale

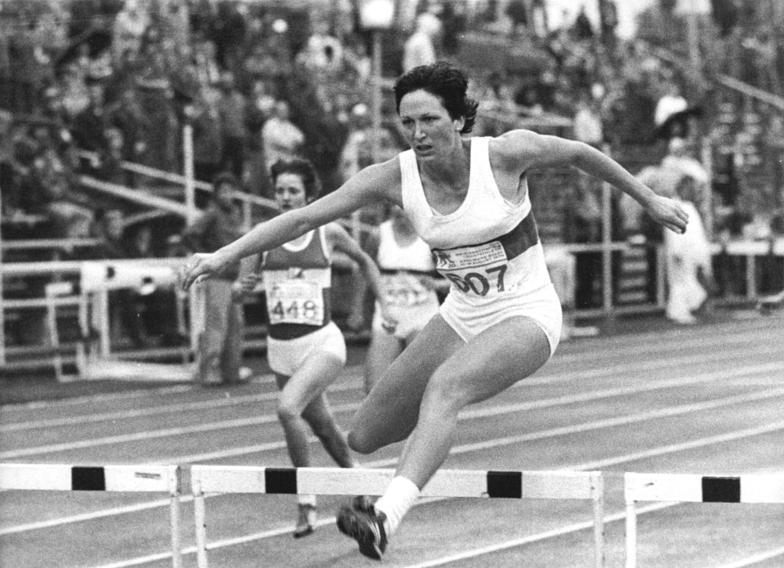
Weltmeisterin wurde Bärbel Broschat (vorne, in einem Rennen 1979), Petra Pfaff errang die Bronzemedaille

16. August 1980, 17:35 Uhr
| Platz | Name             | Nation         | Zeit (s) |
| ----- | ---------------- | -------------- | -------- |
| 1     | Bärbel Broschat  | DDR            | 54,55 CR |
| 2     | Ellen Neumann    | DDR            | 54,56    |
| 3     | Petra Pfaff      | DDR            | 55,84    |
| 4     | Mary Appleby     | Irland         | 56,51    |
| 5     | Esther Mahr      | USA            | 56,81    |
| 6     | Hilde Fredriksen | Norwegen       | 56,85    |
| 7     | Lynette Foreman  | Australien     | 58,25    |
| DSQ   | Christine Warden | Großbritannien |          |